# (8592) Rubetra
(8592) Rubetra ist ein Asteroid des inneren Hauptgürtels, der am 25. März 1971 von dem niederländischen Astronomenehepaar Cornelis Johannes van Houten und Ingrid van Houten-Groeneveld entdeckt wurde. Die Entdeckung geschah im Rahmen der 1. Trojaner-Durchmusterung, bei der von Tom Gehrels mit dem 120-cm-Oschin-Schmidt-Teleskop des Palomar-Observatoriums aufgenommene Feldplatten an der Universität Leiden durchmustert wurden, elf Jahre nach Beginn des Palomar-Leiden-Surveys.
Der mittlere Durchmesser des Asteroiden wurde mit 4,478 (±0,843) km berechnet, die Albedo grob mit 0,114 (±0,068).
Der italienische Astronom Vincenzo Zappalà definiert in einer Publikation von 1995 (et al.) eine Zugehörigkeit des Asteroiden zur Flora-Familie, einer großen Gruppe von Asteroiden, die nach (8) Flora benannt ist. Asteroiden dieser Familie bewegen sich in einer Bahnresonanz von 4:9 mit dem Planeten Mars um die Sonne. Die Gruppe wird auch Ariadne-Familie genannt, nach dem Asteroiden (43) Ariadne.
(8592) Rubetra ist nach dem Braunkehlchen benannt, dessen wissenschaftlicher Name Saxicola rubetra lautet. Zum Zeitpunkt der Benennung des Asteroiden am 2. Februar 1999 befand sich das Braunkehlchen auf der niederländischen Roten Liste gefährdeter Arten. Die Anfangsbuchstaben der Asteroiden (8585) bis (8600) bilden die Redewendung Per aspera ad astra.